# 永遠の哲学
永遠の哲学（えいえんのてつがく）は、あらゆる民族と文化に共通の真理であるとされる思想。 
この語は16世紀に Agostino Steuco が著書 De perenni philosophia libri X (1540) で初めて使用した。17世紀にはゴットフリート・ライプニッツがすべての宗教の基礎となる思想を示すのにこの言葉を用いた。オルダス・ハクスリーは1945年に、『永遠の哲学』 (The Perennial Philosophy) を出版し、永遠の哲学を有名にした。
ハクスリーは永遠の哲学を以下のようにまとめている。
- 物質、生命、心の世界の実体を成す神的リアリティを認識する形而上学
- 神的実在に類似する、もしくは同一の何かを人間のなかに見出す心理学
- あらゆる存在に超越すると同時に内在している根拠を知ることを究極目的とする倫理学

永遠の哲学の主義によると、古今東西で様々に異なる文化と時代に生きた人々は、現実、自己、世界、存在の本質に関して共通する知覚を記録しているという。この知覚はあらゆる宗教の共通の基盤を形成する。 
物理的世界は唯一の現実ではなく、それを超越した現実が存在している。物質界は感覚を超えた現実の影である。人間は現実の2つの側面を反映している。人間の物質的側面は生成消滅という自然の法則の支配下にあるが、人間のもう一方の側面である魂、叡智はそれを超えた究極の現実（リアリティ）に通じている。そして人間には究極的なリアリティを認識する能力が備わっている。
宗教は人間をこの究極的リアリティと結びつける。ユダヤ教、キリスト教、イスラム教などでは神こそがこの究極的リアリティである。仏教などの無神論的宗教でも空や無が究極的リアリティとされる。